# Castellet-en-Luberon
Castellet-en-Luberon (appelée Castellet avant le décret du 5 novembre 2018 modifiant son nom) est une commune française située dans le département de Vaucluse en région Provence-Alpes-Côte d'Azur.

## Géographie
Le village est situé sur le flanc nord du grand Luberon, dont elle possède le point culminant, le sommet du Mourre Nègre à 1 122 mètres. Castellet est situé à 8 kilomètres de la sous préfecture d'Apt.
| - OpenStreetMap Limite communale |

| Saignon  | Saint-Martin-de-Castillon | Saint-Martin-de-Castillon |
| Auribeau | Castellet-en-Luberon      | Saint-Martin-de-Castillon |
|          | Cabrières-d'Aigues        |                           |

### Accès
La route départementale 48 relie le bourg à la route départementale 900 au nord et à la commune d'Auribeau à l'ouest.

### Hameaux et lieux-dits
- les Gaudins
- les Piroublets
- les Monguets
- le Moulin Rout

### Relief
La commune est située sur flanc nord du grand Luberon avec par conséquent la partie la plus basse située au nord et la plus haute au sud. Le Mourre Nègre, point culminant du Luberon à 1 125 m est situé sur son territoire.

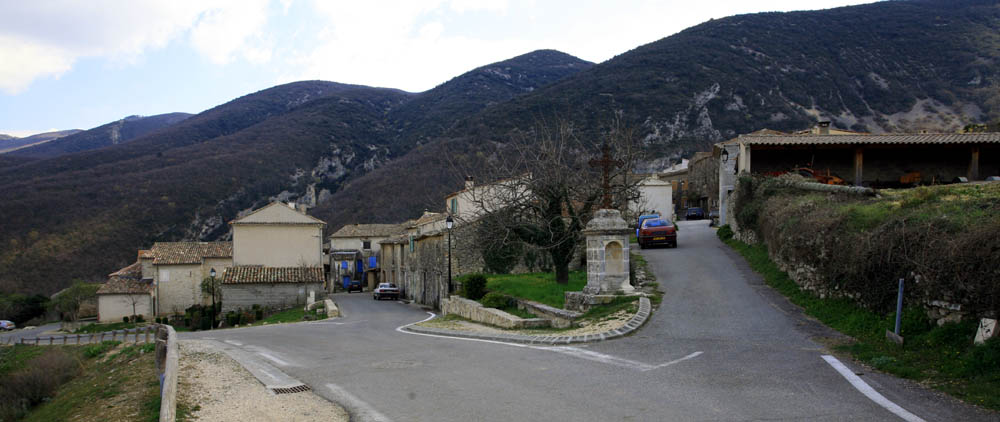

### Géologie
La commune couvre une partie du nord du grand Luberon. Les premières pentes du massif du Luberon sont composées de sols du Miocène avec molasses calcaires, sables et marnes. Le reste est composé de calcaires plus ou moins marneux de l’Hauterivien - Crétacé. Ces calcaires sont plutôt tendres, ce qui confère au Luberon un relief plutôt arrondi.

### Sismicité
Les cantons de Bonnieux, Apt, Cadenet, Cavaillon, et Pertuis sont classés en zone Ib (risque faible). Tous les autres cantons du département de Vaucluse sont classés en zone Ia (risque très faible). Ce zonage correspond à une sismicité ne se traduisant qu'exceptionnellement par la destruction de bâtiments.
Le 15 juin 1835, à 4 heures du matin, un violent séisme fit trembler la terre sur le versant sud du massif du Luberon et fut ressenti de Castellet à Saignon.

### Climat
Pour des articles plus généraux, voir Climat de Provence-Alpes-Côte d'Azur et Climat de Vaucluse.
En 2010, le climat de la commune est de type climat méditerranéen altéré, selon une étude du Centre national de la recherche scientifique s'appuyant sur une série de données couvrant la période 1971-2000. En 2020, Météo-France publie une typologie des climats de la France métropolitaine dans laquelle la commune est exposée à un climat méditerranéen et est dans la région climatique Provence, Languedoc-Roussillon, caractérisée par une pluviométrie faible en été, un très bon ensoleillement (2 600 h/an), un été chaud (21,5 °C), un air très sec en été, sec en toutes saisons, des vents forts (fréquence de 40 à 50 % de vents > 5 m/s) et peu de brouillards.
Pour la période 1971-2000, la température annuelle moyenne est de 12,6 °C, avec une amplitude thermique annuelle de 18 °C. Le cumul annuel moyen de précipitations est de 798 mm, avec 5,4 jours de précipitations en janvier et 3 jours en juillet. Pour la période 1991-2020, la température moyenne annuelle observée sur la station météorologique de Météo-France la plus proche, « Apt-Viton », sur la commune d'Apt à 8 km à vol d'oiseau, est de 13,9 °C et le cumul annuel moyen de précipitations est de 770,3 mm. 
La température maximale relevée sur cette station est de 43,6 °C, atteinte le 28 juin 2019 ; la température minimale est de −16,4 °C, atteinte le 7 janvier 1985,,.
Les paramètres climatiques de la commune ont été estimés pour le milieu du siècle (2041-2070) selon différents scénarios d'émission de gaz à effet de serre à partir des nouvelles projections climatiques de référence DRIAS-2020. Ils sont consultables sur un site dédié publié par Météo-France en novembre 2022.

## Urbanisme

### Typologie
Au 1er janvier 2024, Castellet-en-Luberon est catégorisée commune rurale à habitat dispersé, selon la nouvelle grille communale de densité à sept niveaux définie par l'Insee en 2022.
Elle est située hors unité urbaine. Par ailleurs la commune fait partie de l'aire d'attraction d'Apt, dont elle est une commune de la couronne,. Cette aire, qui regroupe 18 communes, est catégorisée dans les aires de moins de 50 000 habitants,.

### Occupation des sols
L'occupation des sols de la commune, telle qu'elle ressort de la base de données européenne d’occupation biophysique des sols Corine Land Cover (CLC), est marquée par l'importance des forêts et milieux semi-naturels (71,1 % en 2018), en diminution par rapport à 1990 (72,1 %). La répartition détaillée en 2018 est la suivante :
forêts (67,4 %), zones agricoles hétérogènes (21,3 %), terres arables (7,7 %), milieux à végétation arbustive et/ou herbacée (3,7 %). L'évolution de l’occupation des sols de la commune et de ses infrastructures peut être observée sur les différentes représentations cartographiques du territoire : la carte de Cassini (XVIIIe siècle), la carte d'état-major (1820-1866) et les cartes ou photos aériennes de l'IGN pour la période actuelle (1950 à aujourd'hui).

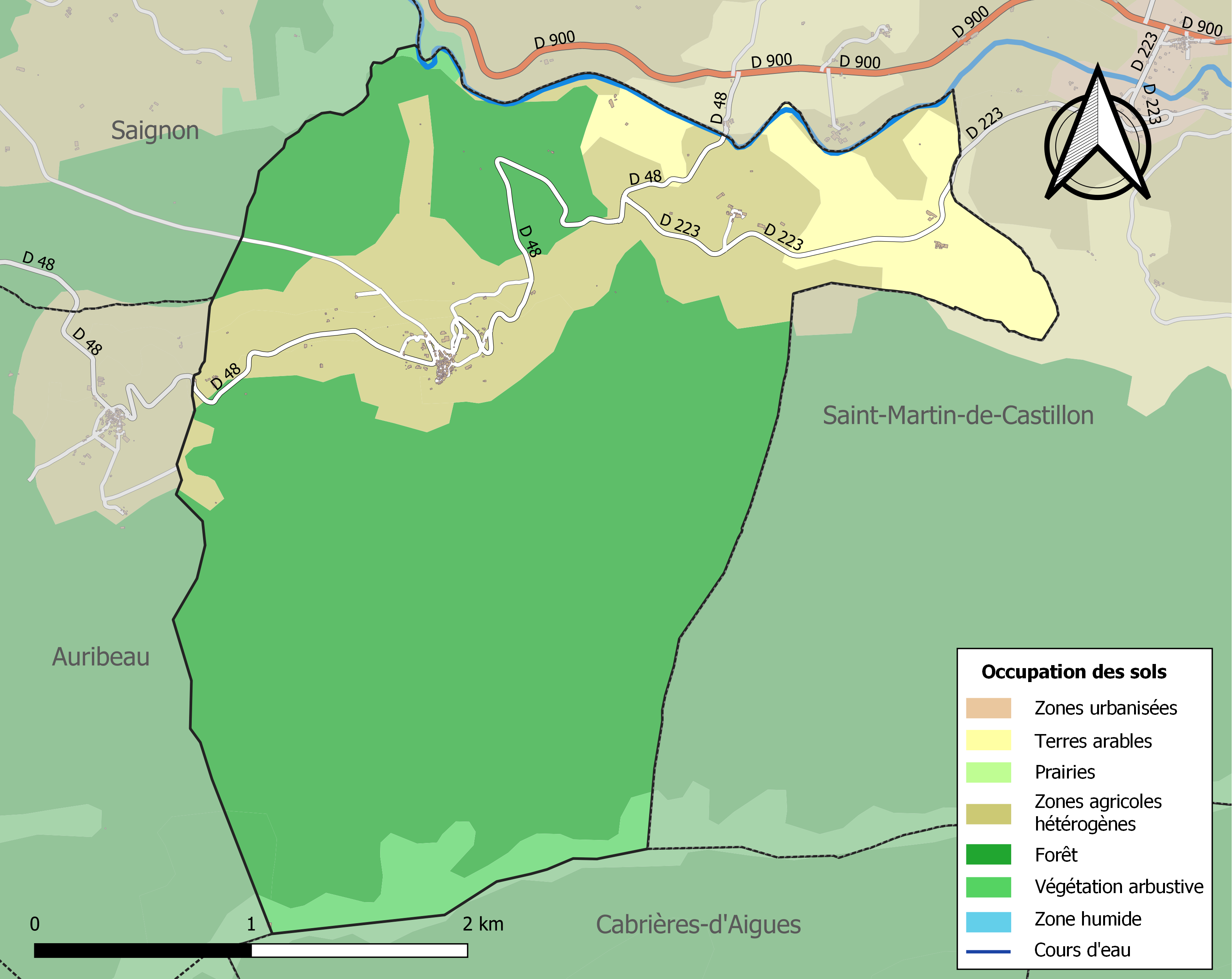
Carte des infrastructures et de l'occupation des sols de la commune en 2018 (CLC).

## Histoire

### Préhistoire et antiquité
Quelques urnes funéraires, trouvées à l’entrée du village, laissent supposer l’existence d’une petite villa gallo-romaine.

### Moyen Âge
Au milieu du Moyen Âge, ce fut un fief de la famille des Bot, apparentées à celle de dom Maïeul, le quatrième abbé de Cluny. C’est elle qui fit édifier le castellum (de Castelleto, 1158), et le castrum qui l’accompagne, création villageoise dans un territoire vierge.
Le fief de Castellet relevait du comté de Forcalquier au XIIe siècle. Lorsque ce comté perd son indépendance en 1209, à la mort de Guillaume II, un de ses neveux, Guillaume de Sabran tente de le relever. Après une lutte de dix ans, il passe un accord à Meyrargues le 29 juin 1220 avec Raimond Bérenger IV, comte de Provence et lui aussi héritier du comté de Forcalquier. Par cet accord, la moitié sud du comté, dont Castellet, lui est donnée. Guillaume de Sabran conserve sa moitié de comté jusqu'à sa mort, vers 1250.
Il reste à Sainte-Croix les vestiges d’un prieuré du XIIIe siècle qui fut une dépendance de l’abbaye de Montmajour. Datant de la même époque, on remarque dans le village une maison qui a conservé sa fenêtre romane géminée. Sa colonnette centrale possède un chapiteau historié de têtes humaines et de coqs. C’est tout ce qu’a laissé debout, après son attaque de 1390, l'armée de Raymond de Turenne.

### Époque moderne
Résultat, au XVe siècle, le village, qui dépendait de la viguerie d’Apt, va rester désert pendant près de quatre-vingt-dix ans. Sa seigneurie étant passée aux Forcalquier, Jacques, qui en hérite en 1478, passe un acte d’habitation pour repeupler le lieu avec des chefs de famille descendus d’Auvergne. En contrepartie, il exige de recevoir annuellement le huitième des grains et des raisins récoltés. Le village, par une clause testamentaire de son neveu Gaucher de Forcalquier, évêque de Gap, passe aux Castellane puis aux Brancas, en 1491.
C’est pour les Brancas que Louis XIV, en 1674, érige ce fief en baronnie. Elle est vendue, en 1753, par Louis II de Brancas à Jean d'Ailhaud, le fortuné docteur de Lourmarin.
C’est de cette période que datent, dans l’église paroissiale, les statues des saintes recouvertes de leurs coiffes provençales d’époque. Une particularité qui a pu inspirer Les Étoiles, un des contes d’Alphonse Daudet qu’il a situé à Castellet.
Le 12 août 1793 fut créé le département de Vaucluse, constitué des districts d'Avignon et de Carpentras, mais aussi de ceux d'Apt et d'Orange, qui appartenaient aux Bouches-du-Rhône, ainsi que du canton de Sault, qui appartenait aux Basses-Alpes.

### Héraldique
| Blason de Sault | Les armes peuvent se blasonner ainsi : D'azur à un pal d'argent chargé de trois tours de gueules, l'une sur l'autre et accosté de quatre pattes de lion d'or, mouvantes des flancs de l'écu, deux de chaque côté, l'une sur l'autre. |

## Politique et administration

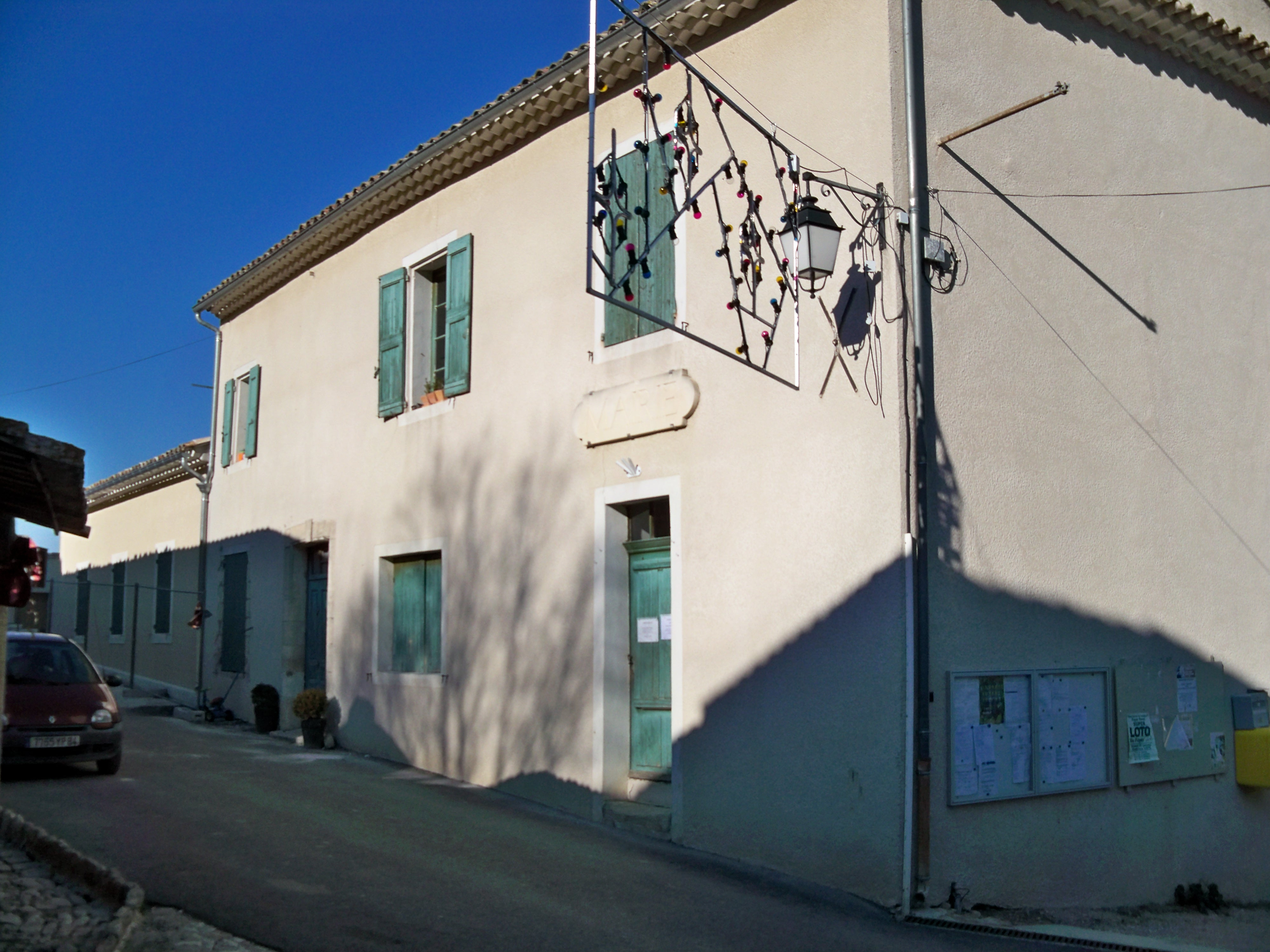
Ancienne mairie de Castellet en Luberon

### Liste des maires
| Période                                  | Période   | Identité         | Étiquette | Qualité |
| ---------------------------------------- | --------- | ---------------- | --------- | ------- |
| avant 1988                               | mars 2001 | Robert Martin    |           |         |
| mars 2001                                | mars 2008 | Monique Tamisier |           |         |
| mars 2008                                | mars 2020 | Edmond Gintoli   | DVG       |         |
| mars 2020                                | En cours  | Roger Isnard     |           |         |
| Les données manquantes sont à compléter. |           |                  |           |         |

### Fiscalité locale
| Taxe                                                | Part communale | Part intercommunale | Part départementale | Part régionale |
| --------------------------------------------------- | -------------- | ------------------- | ------------------- | -------------- |
| Taxe d'habitation (TH)                              | 4,82 %         | 0,00 %              | 7,55 %              | 0,00 %         |
| Taxe foncière sur les propriétés bâties (TFPB)      | 3,67 %         | 0,00 %              | 10,20 %             | 2,36 %         |
| Taxe foncière sur les propriétés non bâties (TFPNB) | 17,34 %        | 0,00 %              | 28,96 %             | 8,85 %         |
| Taxe professionnelle (TP)                           | 00,00 %        | 10,86 %             | 13,00 %             | 3,84 %         |

La part régionale de la taxe d'habitation n'est pas applicable.
La taxe professionnelle est remplacée en 2010 par la cotisation foncière des entreprises (CFE) portant sur la valeur locative des biens immobiliers et par la contribution sur la valeur ajoutée des entreprises (CVAE) (les deux formant la contribution économique territoriale (CET) qui est un impôt local instauré par la loi de finances pour 2010).

## Démographie
L'évolution du nombre d'habitants est connue à travers les recensements de la population effectués dans la commune depuis 1793. Pour les communes de moins de 10 000 habitants, une enquête de recensement portant sur toute la population est réalisée tous les cinq ans, les populations de référence des années intermédiaires étant quant à elles estimées par interpolation ou extrapolation. Pour la commune, le premier recensement exhaustif entrant dans le cadre du nouveau dispositif a été réalisé en 2005.

En 2022, la commune comptait 114 habitants, en évolution de −11,63 % par rapport à 2016 (Vaucluse : +1,73 %, France hors Mayotte : +2,11 %).
| 1793 | 1800 | 1806 | 1821 | 1831 | 1836 | 1841 | 1846 | 1851 |
| ---- | ---- | ---- | ---- | ---- | ---- | ---- | ---- | ---- |
| 228  | 203  | 221  | 261  | 287  | 258  | 224  | 224  | 222  |

| 1856 | 1861 | 1866 | 1872 | 1876 | 1881 | 1886 | 1891 | 1896 |
| ---- | ---- | ---- | ---- | ---- | ---- | ---- | ---- | ---- |
| 239  | 210  | 212  | 198  | 203  | 189  | 204  | 174  | 152  |

| 1901 | 1906 | 1911 | 1921 | 1926 | 1931 | 1936 | 1946 | 1954 |
| ---- | ---- | ---- | ---- | ---- | ---- | ---- | ---- | ---- |
| 159  | 154  | 130  | 112  | 79   | 74   | 75   | 80   | 66   |

| 1962 | 1968 | 1975 | 1982 | 1990 | 1999 | 2005 | 2006 | 2010 |
| ---- | ---- | ---- | ---- | ---- | ---- | ---- | ---- | ---- |
| 65   | 62   | 53   | 72   | 108  | 106  | 104  | 105  | 116  |

| 2015 | 2020 | 2022 | - | - | - | - | - | - |
| ---- | ---- | ---- | - | - | - | - | - | - |
| 128  | 114  | 114  | - | - | - | - | - | - |

## Économie
Tout comme ses voisines, l'activité économique principale de la commune est basée sur l'agriculture et le tourisme.
Deux campings sont installés sur la commune: Les Bardons et Les Monguets (camping à la ferme), nombreuses locations saisonnières de gîtes.

### Historique
Au XVIIIe siècle, Castellet se rendit célèbre par ses faïences. Quand le Roi-Soleil eut besoin d'or et d'argent pour financer la guerre de Succession d'Espagne, il récupéra la vaisselle de sa noblesse. C'est à cette époque que le jeune faïencier César Moulin, arrivant à Apt, décide de s'installer à Castellet chez son oncle le prieur Claude Moulin.
À la demande de Claude Louis Hector de Villars, duc de Brancas, seigneur du lieu, le jeune homme crée, en 1714, la première faïencerie du Pays d'Apt. César commence par faire mouler par des ouvriers piémontais l'argenterie du duc puis diversifie son activité en réalisant des chefs-d’œuvre : statuettes représentant des scènes des bergères, de chasse ou de pêche, sites et paysages animés, etc. Grâce au duc sa production devient la coqueluche de Versailles, la Cour se jetant sur ses plats, assiettes, chocolatières, services à café et à dessert, urnes et fontaines.
Sur place, quelques seigneurs voisins jaloux créent aussi leur propre faïencerie en débauchant les ouvriers de César et même des membres de sa famille. Concurrencée, la fabrique de Castellet, grâce à la qualité de sa production, continue à dominer le marché pendant plus d'un siècle puisqu'elle ne ferma ses portes qu'en 1852.
Jules Courtet, qui la visita, écrivit : « On y fabrique des poteries jaunes, brunes et marbrées dont le débit est considérable ». En dehors du musée d'Apt, ces pièces sont exposées au musée d'Arbaud d'Aix-en-Provence et dans la collection François Carnot au musée de Grasse.

### Agriculture

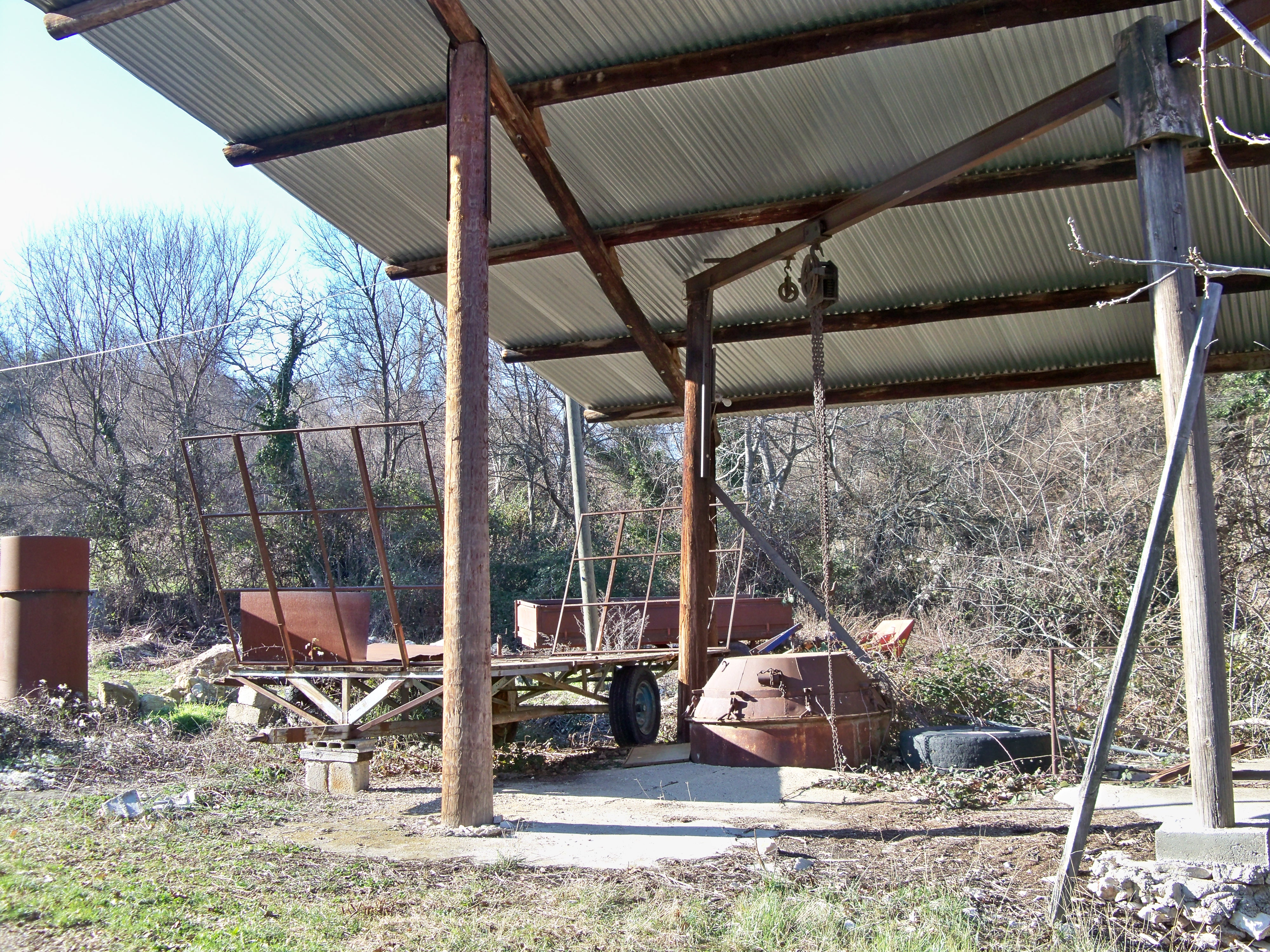
Distillerie de lavande, près de Castellet en Luberon

L'on trouve la culture de céréales et d'arbres fruitiers (principalement production de cerises de table), ainsi que la production de plantes à parfum (lavandin et sauge).
Production importante de raisin de table sur la partie basse de la commune, hameau des Gaudins, des Monguets et Piroublests. Vignoble traditionnel et installations en pergola.
La commune produit aussi des vins luberon (AOC). Les vins qui ne sont pas en appellation d'origine contrôlée peuvent revendiquer, après agrément le label Vin de pays d'Aigues.

### Tourisme
Comme l'ensemble des communes du Nord Luberon, le tourisme joue un rôle, directement ou indirectement, dans l'économie locale.
La commune bénéficie des services de deux campings dont un à la ferme, ainsi que de locations saisonnières et gîtes ruraux.
On peut considérer trois principales sortes de tourisme en Luberon. Tout d'abord, le tourisme historique et culturel qui s'appuie sur un patrimoine riche des villages perchés ou sur des festivals. Ensuite, le tourisme détente qui se traduit par un important développement des chambres d'hôtes, de l'hôtellerie et de la location saisonnière, par une concentration importante de piscines et par des animations comme des marchés provençaux. Enfin, le tourisme vert, sans doute le plus important pour cette commune, qui profite des nombreux chemins de randonnées et du cadre protégé qu'offrent le Luberon et ses environs.

### Art
Deux artistes (une peintre et un sculpteur) vivent et ont leur atelier sur la commune.

## Vie locale
La ville d'Apt, à huit kilomètres, permet l'accès aux supermarchés, grandes surfaces spécialisées, etc.

### Santé
L'hôpital le plus proche est à Apt.

### Sports
Les nombreux chemins de la commune permettent la pratique de randonnées équestres ou pédestres ainsi que la pratique du VTT.

## Lieux et monuments
- La porte du Peï donne accès aux vieilles ruelles qui font le charme du village.
- Ruines de l'église Haute de Sainte-Croix, XIIe siècle, route d'Auribeau (propriété privée).
- Plusieurs maisons du XIIIe siècle.
- Nombreuses maisons datées des XVIIe et XVIIIe siècles, dont la maison de César Moulin (privée).
- L'église actuelle (XVe siècle), qui a repris le titre de Sainte-Croix. Elle possède un autel moderne sculpté et un chemin de croix réalisé alternativement par sept peintres et sept sculpteurs, ainsi qu'une croix en faïence d'Apt, moderne également.
- Fontaine-lavoir.
- La pierre tombale de l'abbé Gay, derrière l'église (auteur de la monographie de 1878, voir bibliographie).
- Vestiges de l'ancienne faïencerie de César Moulin.
- Vestiges de remparts.

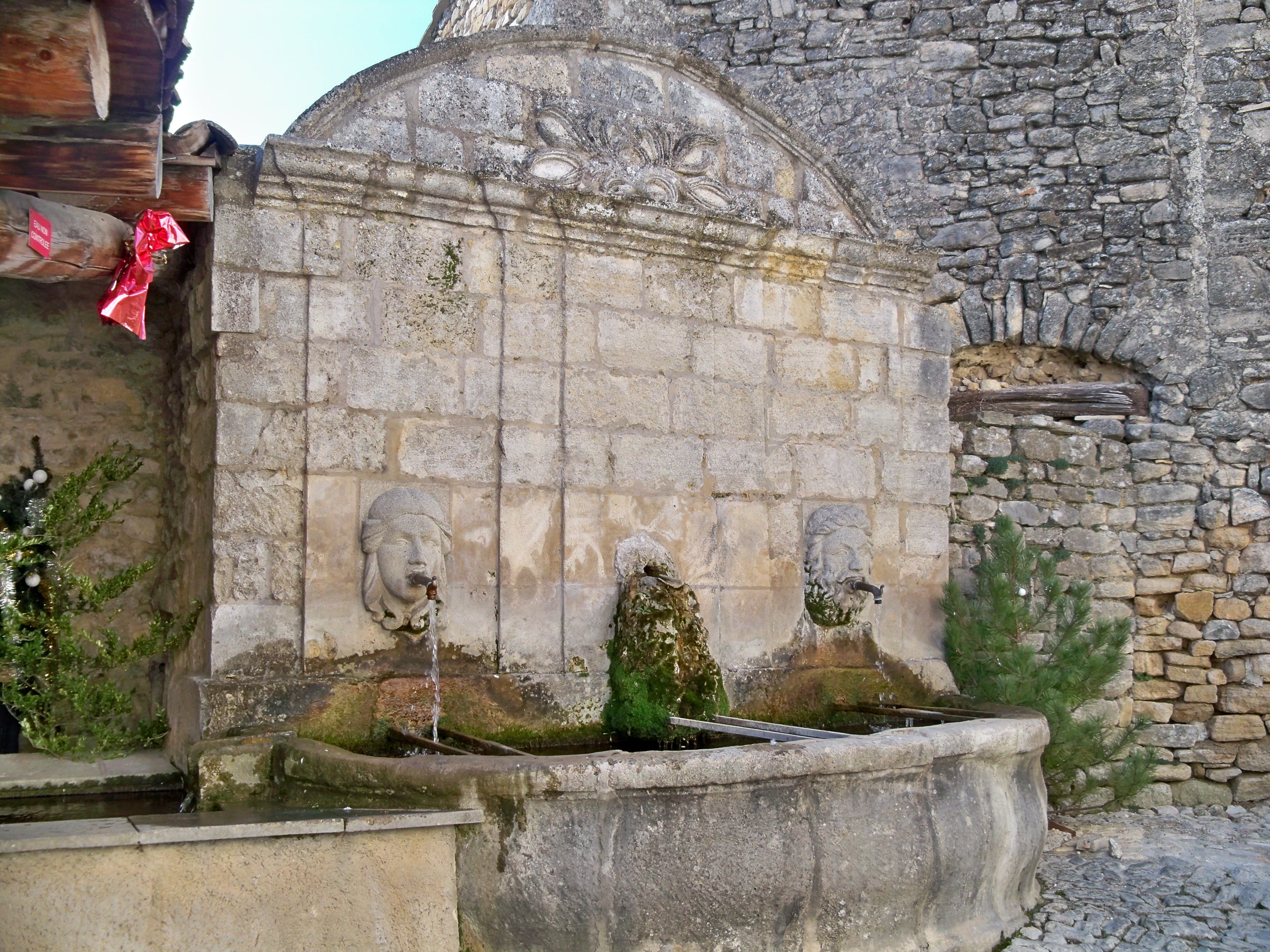
Fontaine, proche du lavoir.
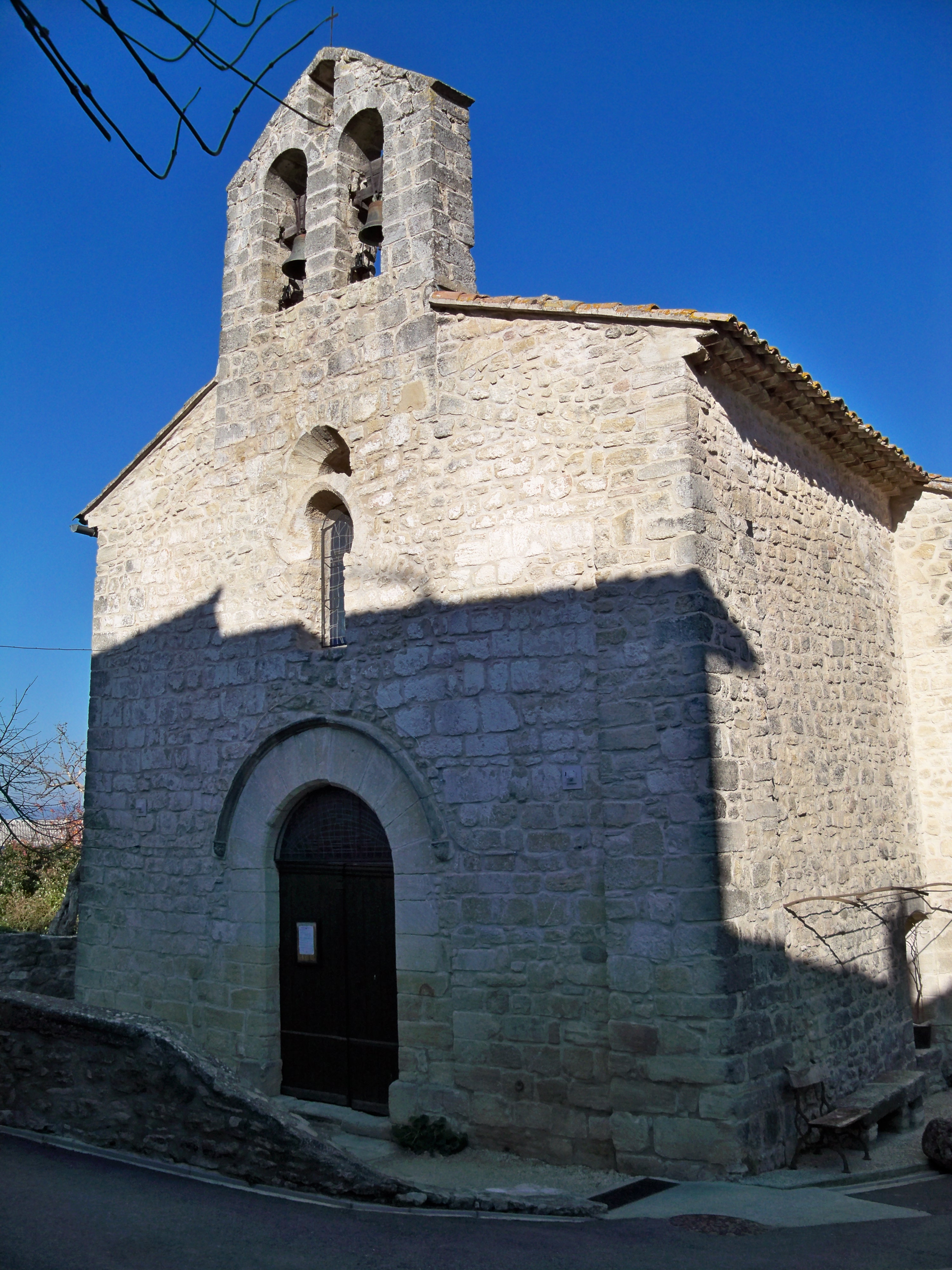
Église Sainte-Croix.
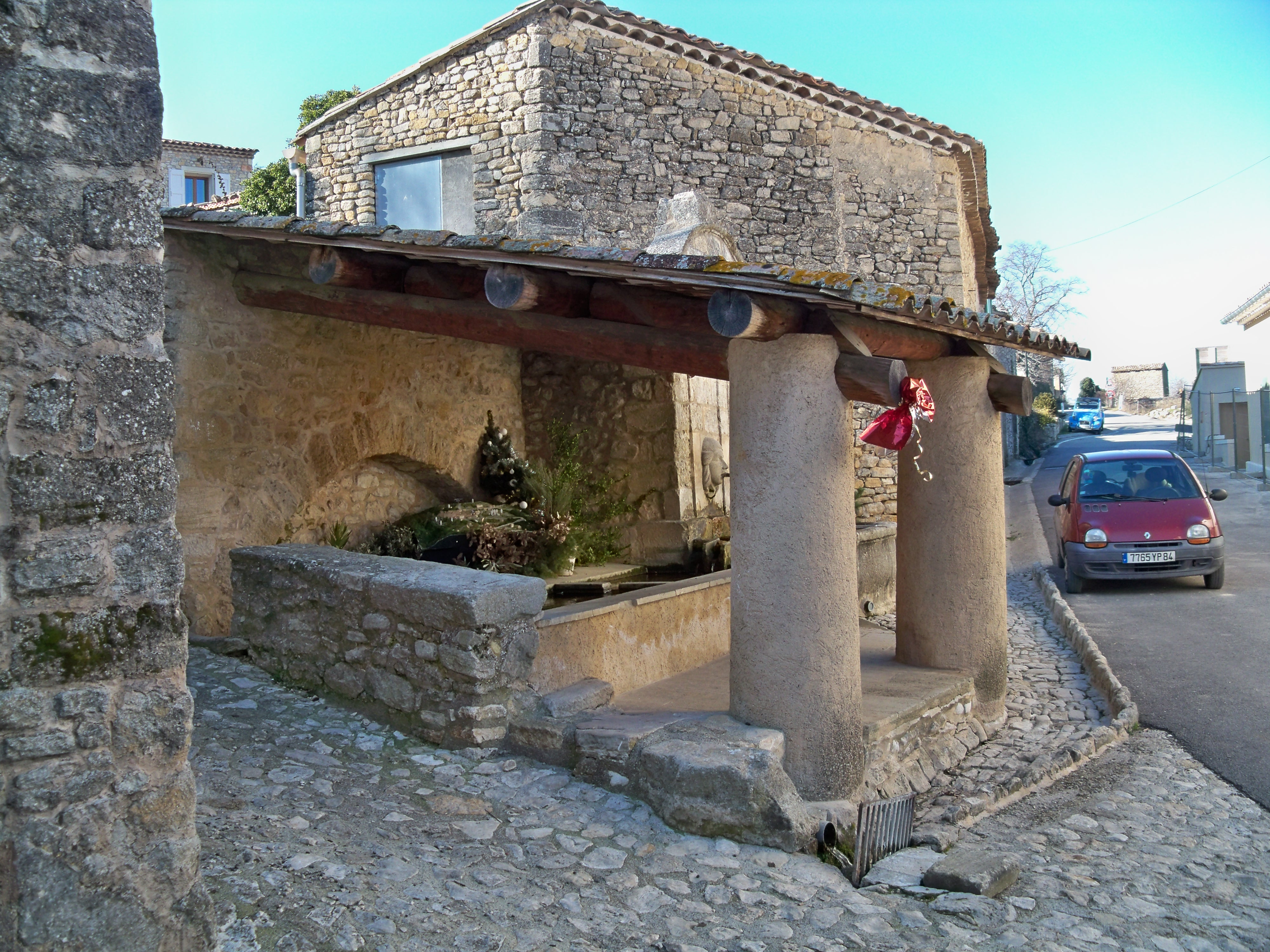
Lavoir de Castellet.

## Personnalités liées à la commune

Blason de Jean d'Ailhaud.

Jean d'Ailhaud (né à Lourmarin en 1674, mort en 1756 à Aix-en-Provence) médecin chirurgien, devenu baron de Castellet, seigneur de Vitrolles et de Montjustin, il fut conseiller et secrétaire du roi Louis XV, il est l'inventeur de la célèbre poudre purgative d'Ailhaud, et son fils, Jean-Gaspard d'Ailhaud (mort en 1800), auteur d'une série de sept livres défendant les travaux de son père.
L'abbé André Gay, curé du village à la fin du XIXe siècle, auteur d'un ouvrage sur Castellet et de nombreux autres sur la région. Il est enterré dans le cimetière du village. Sa stèle a été déplacée derrière l'église et s'y trouve toujours.

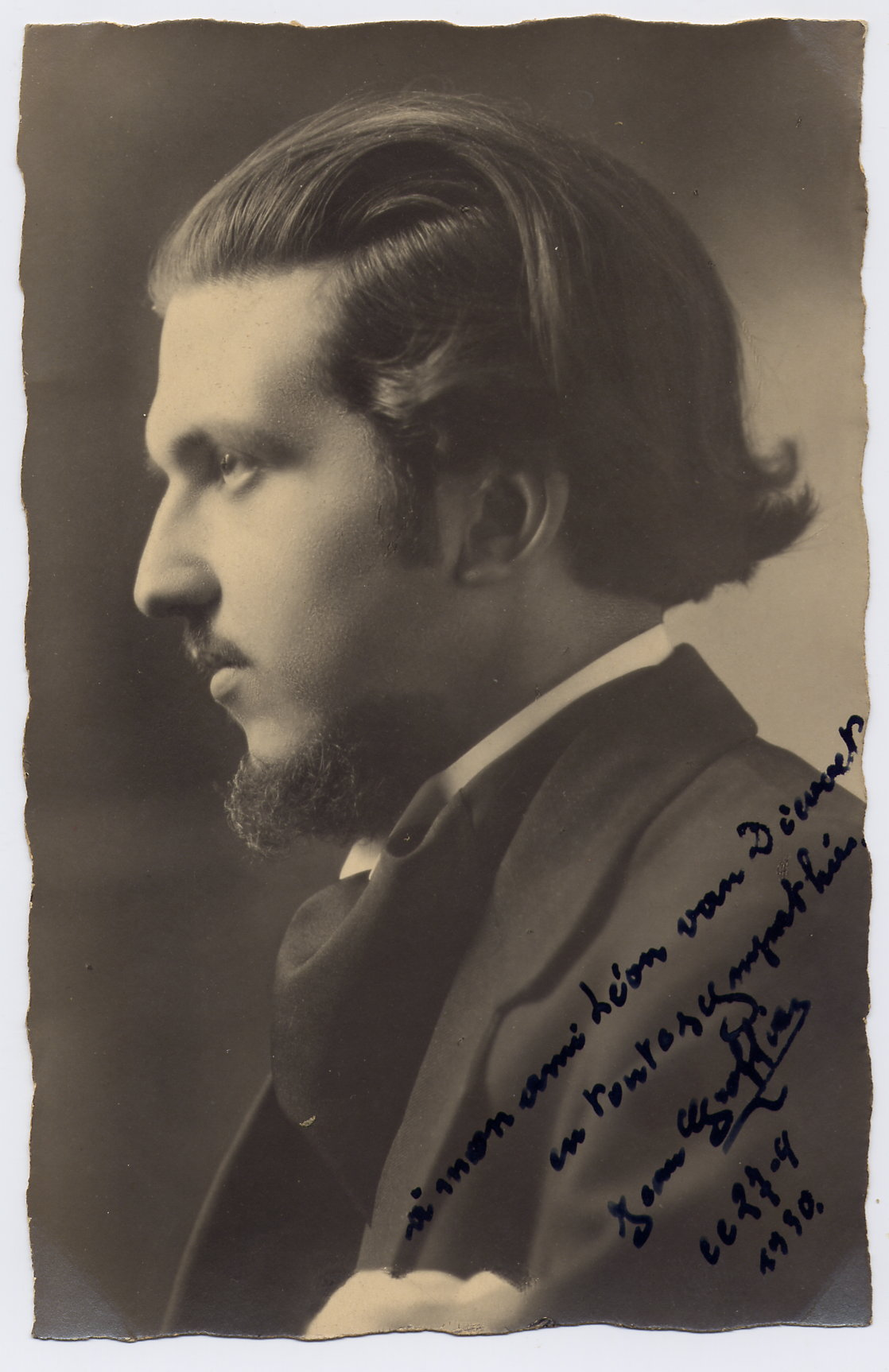
Le poète et écrivain Jean Groffier, fondateur de la revue Tribune, a vécu à Castellet-en-Luberon jusqu'à sa mort.

Jean Groffier, écrivain et poète belge, fondateur de la revue Tribune, né en 1908 à longtemps vécu à Castellet où il est mort en 1989.